# Camille Astor
Camille Astor est une actrice américaine du cinéma muet, d'origine polonaise. Elle naît à Varsovie le 1er septembre 1896 et meurt à Los Angeles (Californie) le 16 septembre 1944.
Elle tourne son dernier film au début des années 1910, sa carrière s'arrête au début des années 1920, avant l'avènement du parlant.

## Filmographie partielle
- 1911 : The Code of Honor
- 1911 : Little Injin
- 1911 : The Regeneration of Apache Kid
- 1911 : The Artist's Sons
- 1911 : The Coquette
- 1911 : A Spanish Wooing
- 1911 : The White Medicine Man
- 1912 : The God of Gold
- 1912 : His Masterpiece
- 1912 : In Exile
- 1912 : The Ones Who Suffer
- 1912 : The Junior Officer
- 1912 : The Old Stagecoach
- 1912 : Brains and Brawn
- 1912 : Goody Goody Jones
- 1912 : A Crucial Test
- 1912 : A Messenger to Kearney
- 1912 : Disillusioned
- 1912 : The Little Organ Player of San Juan
- 1912 : The Vow of Ysobel
- 1912 : The Bandit's Mask
- 1913 : Greater Wealth
- 1913 : Whose Wife Is This?
- 1913 : The Bridge of Shadows
- 1913 : Only Five Years Old de Lem B. Parker
- 1913 : The Rancher's Failing
- 1914 : The Story of the Blood Red Rose
- 1915 : Le Poing d'honneur (Chimmie Fadden) de Cecil B. DeMille
- 1915 : Chimmie Fadden Out West
- 1916 : The Thousand-Dollar Husband
- 1916 : La Passerelle (For the Defense) de Frank Reicher
- 1916 : To Have and to Hold
- 1916 : The Garden of Allah
- 1921 : For Those We Love